# ديفينتير (ميزوري)
ديفينتير (بالإنجليزية: Deventer)‏ هي إحدى المجتمعات الفردية (غير مصنفة) في ولاية ميزوري في الولايات المتحدة الأمريكية.